# Opisthoxia lyllaria
Opisthoxia lyllaria är en fjärilsart som beskrevs av Achille Guenée 1858. Opisthoxia lyllaria ingår i släktet Opisthoxia och familjen mätare. Inga underarter finns listade i Catalogue of Life.